# Эфиопская церковь Кале Хейвет
Эфиопская церковь Кале Хейвет (амхарский: የኢትዮጵያ ቃለ ሕይወት ቤተ-ክርስቲያን Yä-'itəyop̣əya Qalä Ḥəywät Betä-Kərəstiyan «Эфиопская церковь слова жизни», англ. Ethiopian Kale Heywet Church) — евангелическая конфессия со штаб-квартирой в Аддис-Абебе, Эфиопия. Церковь входит в Межрелигиозный совет Эфиопии.

## История
Эфиопская церковь Кале Хейвет была основана в 1927 году на юге Эфиопии евангелистской миссионерской организацией «Внутренняя миссия Судана» и Томасом Ламби. Ранняя миссионерская деятельность была сосредоточена среди народностей велайта, камбаата и сидама, которые проживают в наиболее густонаселенных регионах Эфиопии. В Демби Долло Ламби работал с эфиопским евангелистом по имени Гидада Солон. Миссионерам пришлось покинуть Эфиопию во время вторжения в страну Италии. С 1974 года Эфиопская комиссия по развитию церкви Кале Хейвот, связанная с церковью организация гуманитарной помощи, оказывает поддержку школам на юге и западе страны, предоставляя учителям зарплату, книги, столы и стулья.

## Статистика
В 2013 году в церкви насчитывалось 7774 приходов и 6,7 миллиона членов . В 2020 году Церковь насчитывала 9 миллионов членов, 10 000 приходов, девять теологических семинарий и 145 библейских школ.

## Верования
Церковь имеет евангелическое исповедание веры, основанное на баптистских корнях.